# Здание Секретной разведывательной службы
Здание Секретной разведывательной службы (англ. SIS Building или MI6 Building) — не имеющий официального названия центральный офис британской Секретной разведывательной службы (МИ-6).
Здание расположено по адресу Набережная Альберта, 85, в юго-западной части центра Лондона на берегу Темзы, рядом расположен Воксхолльский мост.

## История
На местности, где построено здание, ранее размещались сады Воксхолл-Гарденз. В 1850 году они были снесены и на этом месте разместили различные промышленные объекты. В 1983 году земля была выкуплена компанией «Regalian Properties Plc», которая объявила конкурс на проект застройки данного участка. В конкурсе победил Терри Фаррелл. Было решено строить здание офиса для государственных структур, но вплоть до конца строительства в «Regalian Properties Plc» не знали о том, что здание займёт MI6.
В 1988 году правительством Маргарет Тетчер было одобрено приобретение нового здания для MI6. Поскольку на тот момент официально ещё не было признано существование Секретной службы, оплатить новое здание было решено из секретной части бюджета. Проектирование здания было поручено архитектору Терри Фарреллу, подрядчиком выступила британская строительная компания «John Laing PLC».
В феврале 1989 года «Regalian Properties Plc» выпустила пресс-релиз, в котором сообщила о заключении контракта на строительство офисного здания стоимостью 130 миллионов фунтов стерлингов. Завершить постройку планировалось за три года. Тем не менее строительство было окончено только в апреле 1994 года, в июле того же года здание было официально открыто в присутствии королевы Елизаветы II.
Конструкцией здания были предусмотрены специальные системы безопасности. Специальные требования к застройщику до сих пор остаются засекреченными. Всего здание обошлось правительству в 135,2 млн фунтов, вместе со специальным оснащением SIS — в 152,6 млн.

## Нападение 2000 года
Вечером 20 сентября по зданию был произведён выстрел из гранатомёта РПГ-22. Граната взорвалась у окна на уровне 8 этажа, здание получило незначительные повреждения. Виновниками оказались боевики из Ирландской республиканской армии, конкретнее — из её так называемого «подлинного» крыла.

## Интересные факты
- В среде английских разведчиков здание в шутку называют Леголенд из-за сходства с конструктором Lego, а также Вавилон-на-Темзе из-за сходства с зиккуратом.[4][5][6]
- Здание появляется во множестве кинофильмов, в частности, в фильме «Портной из Панамы», а также во всех фильмах про Джеймса Бонда, снятых после 1995 года.
- В нескольких фильмах про Джеймса Бонда здание подвергается различным атакам. В концовке фильма Спектр здание полностью взрывается.
- В 2021 году знаменитый пентхаус в центре Лондона из фильмов Джеймса Бонда продан миллиардеру за 54,4 миллиона долларов (40 млн фунтов)[7].
- В фильме «Лига выдающихся джентльменов» показано вымышленное здание британской военной разведки в 1898 году, иронично стилизованное в стиле стимпанк под современный офис SIS.